# Lanee Butler
Lanee Butler-Beashel –conocida como Carrie Butler– (Manhasset, 3 de junio de 1970) es una deportista estadounidense que compitió en vela en las clases Lechner A-390 y Mistral. Está casada con el regatista australiano Adam Beashel.
Ganó una medalla de plata en el Campeonato Mundial de Mistral de 1993. Participó en cuatro Juegos Olímpicos de Verano, entre los años 1992 y 2004, ocupando el quinto lugar en Barcelona 1992 (Lechner A-390) y el cuarto en Sídney 2000 (Mistral).

## Palmarés internacional
| \| Campeonato Mundial \| Campeonato Mundial \| Campeonato Mundial \| Campeonato Mundial \| \| Año \| Lugar \| Medalla \| Clase \| \| ------------------ \| ------------------- \| ------------------ \| ------------------ \| \| 1993 \| Kashiwazaki (Japón) \| Medalla de plata \| Mistral \| |                     |                  |         |
| Campeonato Mundial |                     |                  |         |
| Año | Lugar               | Medalla          | Clase   |
| 1993 | Kashiwazaki (Japón) | Medalla de plata | Mistral |